# Stawamus Lake
Stawamus Lake är en sjö i Kanada.   Den ligger i provinsen British Columbia, i den sydvästra delen av landet, 3 500 km väster om huvudstaden Ottawa. Stawamus Lake ligger 1 044 meter över havet. Den ligger vid sjön Loch Lomond.
I omgivningarna runt Stawamus Lake växer i huvudsak barrskog. Runt Stawamus Lake är det mycket glesbefolkat, med 2 invånare per kvadratkilometer.